# Region Plessur
Die Region Plessur ist eine Verwaltungseinheit des Kantons Graubünden in der Schweiz, die durch die Gebietsreform auf den 1. Januar 2016 entstand. Benannt ist sie nach dem sie durchquerenden Fluss Plessur.
Bis auf die Gemeinde Haldenstein (wechselte auf den 1. Januar 2017 vom Bezirk Landquart) ist die Region Plessur mit dem bis zum 31. Dezember 2016 bestehenden Bezirk Plessur identisch. Allerdings wurden die Kreise Chur, Churwalden und Schanfigg auf den 31. Dezember 2016 aufgelöst.

## Einteilung
Zur Region Plessur gehören folgende drei Gemeinden:
Stand: 1. Januar 2025
| Wappen     | Name der Gemeinde | Einwohner (31. Dezember 2023) | Fläche in km² | Einw. pro km² |
| ---------- | ----------------- | ----------------------------- | ------------- | ------------- |
| Arosa      | Arosa             | 3143                          | 154,79        | 20            |
| Chur       | Chur              | 39'242                        | 81,98         | 479           |
| Churwalden | Churwalden        | 2147                          | 48,53         | 44            |
| Total (3)  | Total (3)         | 44'532                        | 285,30        | 156           |

## Veränderungen im Gemeindebestand

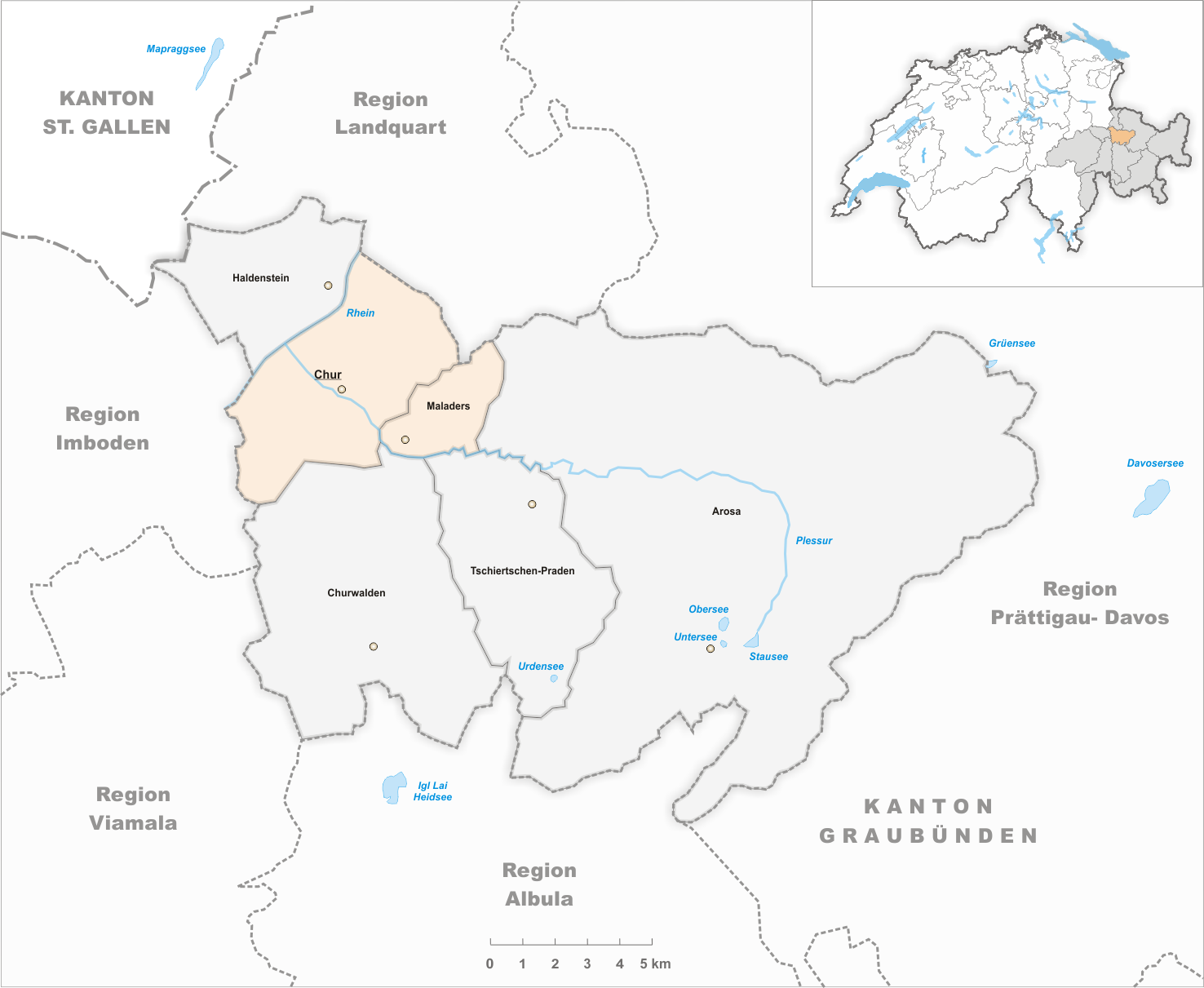
Gemeinden bis 2019
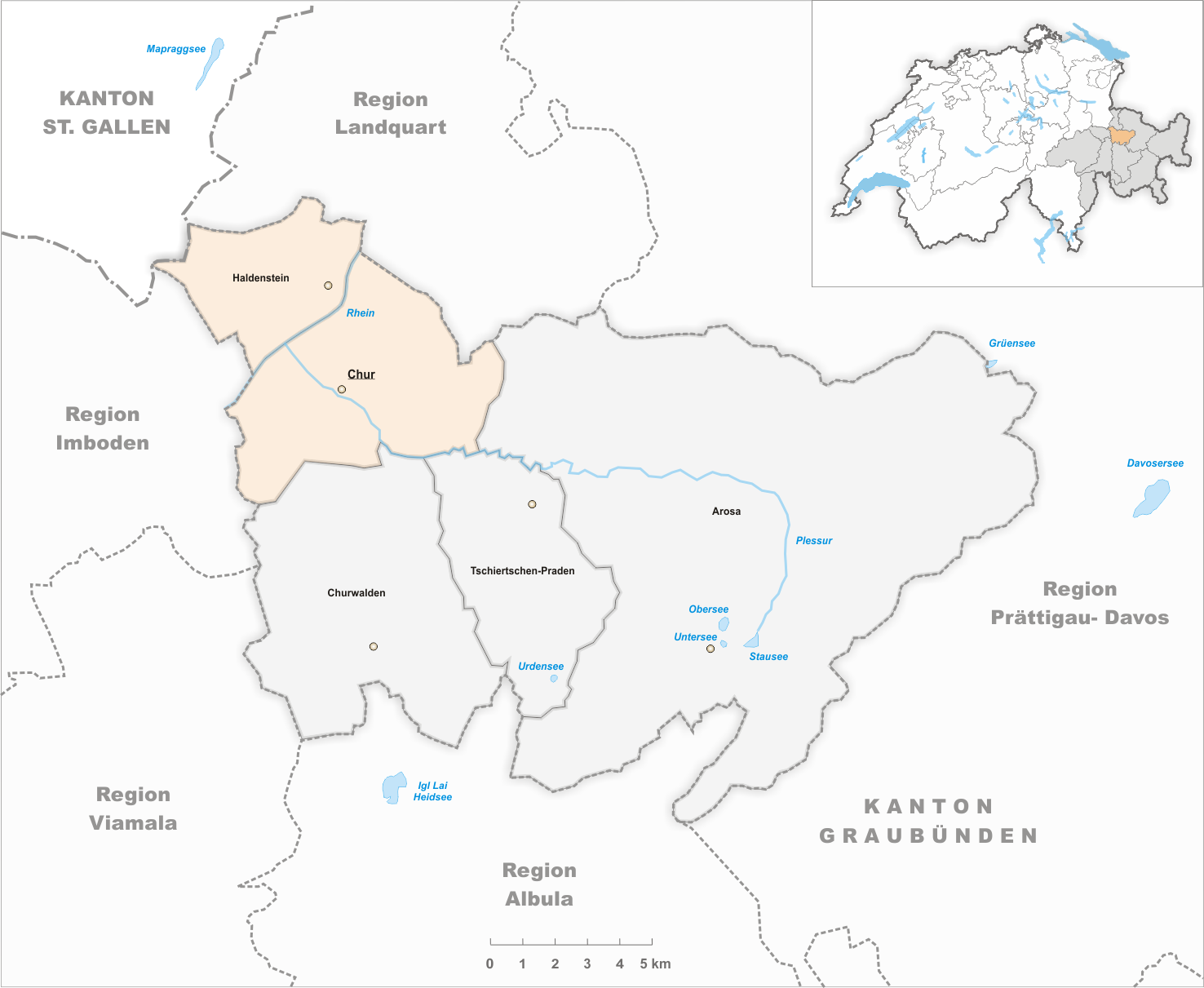
Gemeinden bis 2020
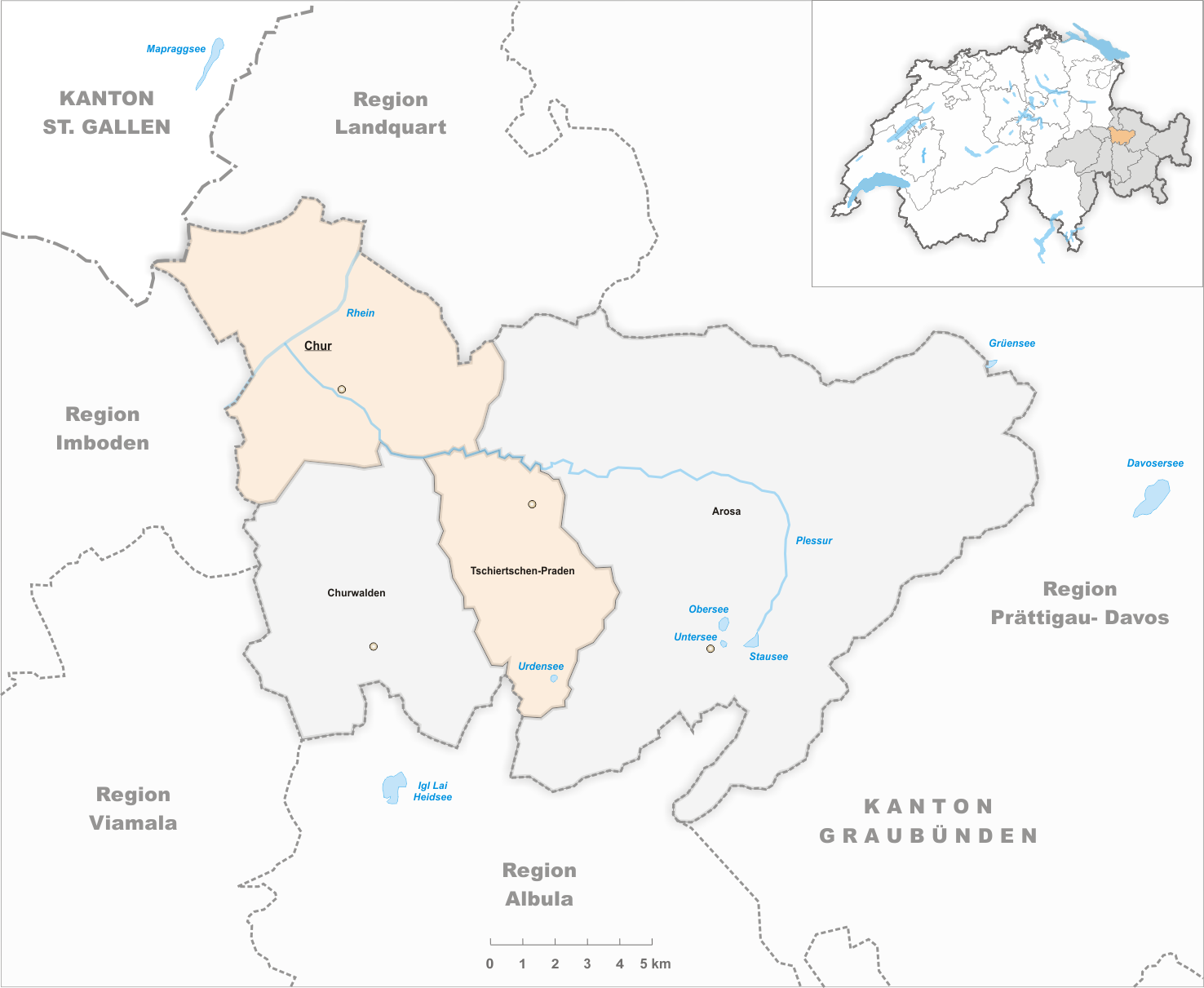
Gemeinden bis 2024

- 2020: Fusion Chur und Maladers  →  Chur

- 2021: Fusion Chur und Haldenstein  →  Chur

- 2025: Fusion Chur und Tschiertschen-Praden →  Chur